# Помье, Жан Бернар
Жан Берна́р Помье́ (фр. Jean-Bernard Pommier; род. 17 августа 1944, Безье) — французский пианист и дирижёр.
Сын провинциального органиста, восьмой ребёнок в семье. Занимался музыкой с четырёхлетнего возраста, после домашнего обучения брал уроки фортепиано у Мины Козлофф (Козловой), выпускницы Харьковского училища ИРМО. Окончил Парижскую консерваторию, где изучал фортепиано под руководством Ива Ната и Пьера Санкана, дирижирование у Эжена Биго. Стажировался в Нью-Йорке у Юджина Истомина. В 1962 году стал самым молодым финалистом Второго Международного конкурса имени Чайковского.
Среди записей Помье-пианиста — двойной альбом инвенций и токкат Иоганна Себастьяна Баха, концерты и сонаты Вольфганга Амадея Моцарта, прелюдии Клода Дебюсси, концерт Франсиса Пуленка и др. В наибольшей степени он, однако, известен бетховенским репертуаром, в том числе концертными циклами всех сонат Бетховена.
В 1996—1999 годах возглавлял британский оркестр «Северная симфония». В 2006—2008 гг. художественный руководитель фестиваля камерной музыки в Ментоне.